# Unterstützungseinheit der Vereinten Nationen für die Übergangszeit
Die Unterstützungseinheit der Vereinten Nationen für die Übergangszeit, kurz UNTAG (von englisch United Nations Transition Assistance Group) basierte auf der UN-Resolution 435 vom 29. September 1978 (auch auf der UN-Resolution 632) und war vom April 1989 bis März 1990 in Namibia  (Südwestafrika) eingesetzt.
Das Ziel des UN-Mandats war die Umsetzung des Plans für die Unabhängigkeit Namibias, insbesondere zur Sicherstellung fairer und freier Wahlen im Land.

## Aufgaben
Zentrale Aufgaben der UNTAG waren:
1. Überwachung des Waffenstillstands und der Demilitarisierung: UNTAG kontrollierte den Abzug der südafrikanischen Truppen (von zunächst 1.600 auf 1.500 Soldaten reduziert) sowie die Entwaffnung von rund 25.000 Kämpfern (militärischer Arm der SWAPO - PLAN und südafrikanische Milizen).[2] Trotz anfänglicher Gewaltausbrüche im April 1989 – ausgelöst durch Missverständnisse über die Präsenz bewaffneter SWAPO-Einheiten – gelang es, durch Vermittlung des UN-Generalsekretärs und der Joint Commission       (Angola, Kuba, Südafrika) eine Wiederherstellung des Waffenstillstands zu erreichen. Ein Rückzugsabkommen sah vor, dass SWAPO-Kämpfer sich an Sammelpunkten meldeten, um entweder nach Angola zurückzukehren oder ihre Waffen an UNTAG zu übergeben.[2]
2. Vorbereitung freier und fairer Wahlen: UNTAG organisierte die Registrierung von 701.483 Wählern (97 % Wahlbeteiligung) und überwachte die Wahlen zur verfassungsgebenden Versammlung (7. bis 11. November 1989).[2] Trotz logistischer Herausforderungen (z. B. unwegsames Gelände, Analphabetismus) verliefen die Wahlen friedlich und transparent. Die SWAPO gewann mit 57 % der Stimmen, gefolgt von der Democratic Turnhalle Alliance (DTA) mit 29 %.[3] UNTAG zertifizierte den Prozess als „frei und fair“ – ein Meilenstein für die Demokratisierung Namibias.
3. Repatriierung von Flüchtlingen: Über 42.000 Namibier kehrten aus dem Exil (v. a. Angola, Sambia) zurück[4], unterstützt vom UNHCR und lokalen Partnern wie dem Namibian Council of Churches. Die Rückkehr der Flüchtlinge stärkte die politische Legitimität des Prozesses und förderte die nationale Versöhnung.
4. Reform der Sicherheitskräfte: UNTAG überwachte die Auflösung der südafrikanischen Militäradministration und die Neustrukturierung der Polizei (SWAPOL). Ein besonderes Problem stellte die Koevoet-Einheit dar – eine umstrittene Anti-Guerilla-Truppe, die erst nach massivem Druck der UN (u. a. Resolution 640) teilweise demobilisiert wurde. Dennoch blieben Spannungen bis zur Unabhängigkeit bestehen.
5. Verfassungsprozess und Unabhängigkeit: Nach den Wahlen erarbeitete die verfassungsgebende Versammlung (unter UNTAG-Aufsicht) eine neue Verfassung, die am 9. Februar 1990 einstimmig verabschiedet wurde.[5] Die Unabhängigkeit Namibias wurde schließlich am 21. März 1990 feierlich proklamiert.. UN-Generalsekretär Javier Pérez de Cuéllar vereidigte Sam Nujoma (SWAPO) als ersten Präsidenten des Landes.

## Organisation und Personal
Geführt wurde UNTAG aus dem Hauptquartier in Windhoek von Martti Ahtisaari aus Finnland in seiner Funktion als Sonderbeauftragter des Generalsekretärs und Leiter der Mission. Verantwortlich für die Führung der Streitkräfte waren von September 1978 bis Januar 1980 der österreichische Generalmajor Hannes Philipp und von Januar 1980 bis März 1990 der indische Generalleutnant Dewan Prem Chand, der ab März 1989 für die gesamten Einsatzkräfte verantwortlich war. Im Rahmen der polizeidienstlichen Komponente stand ihm von März 1989 bis 1990 der Ire Stephen Fanning als Verantwortlicher beiseite.
Das militärische Personal für UNTAG wurde aus Ägypten, Australien, Bangladesch, Barbados, Bundesrepublik Deutschland, Belgien, VR China, Costa Rica, Dänemark, Deutsche Demokratische Republik, Fidschi, Finnland, Frankreich, Ghana, Griechenland, Guyana, Indien, Indonesien, Irland, Italien, Jamaika, Japan, Jugoslawien, Kanada, Kenia, Republik Kongo, Malaysia, Neuseeland, Niederlande, Nigeria, Norwegen, Österreich, Pakistan, Panama, Peru, Polen, Portugal, Schweden, Schweiz, Singapur, Spanien, Sudan, Thailand, Togo, Trinidad und Tobago, Tschechoslowakei, Tunesien, Sowjetunion, Ungarn und dem Vereinigten Königreich gestellt.
Während der Mission kamen 19 Angehörige ums Leben, davon elf Militärangehörige, vier Zivilpolizeibeamte, drei internationale und ein einheimischer ziviler Mitarbeiter.